# Nenetskij autonome okrug
Nenetskij autonome okrug (russisk: Ненецкий автономный округ, tr. Nenetskij avtonomnyj okrug) er en autonom okrug og en føderal enhed i Rusland. Nenetskij okrug ligger som en stribe langs kysten af Ishavet. Administrativt er okrugen en del af Arkhangelsk oblast.

## Geografi
Nenetskij autonome okrug grænser i vest op til Hvidehavet, i nord op til Barentshavet, i nordøst op til Karahavet, i øst op til Jamalo-Nenetskij autonome okrug, i syd op til Republikken Komi og i vest op til Arkhangelsk oblast. Foruden fastlandsområdet hører øerne Kolgujev og Vajgatsj til Nenetskij okrug. Karastrædet skiller Vajgatsj fra Novaja Zemlja, der hører til Arkhangelsk oblast.
Landskabet er stort set fladt. De største højdedrag er Uralbjergene i øst og den 300-400 meter høje Timanhøjderne i vest. Over 75% af Nenetskij okrug er dækket af tundra, kun længst i syd er der skov. Vigtige dyr er rener, fjeldræve, rød ræve, isbjørne, sæler og hvalrosser. Den største flod er Petsjora som har et løb på 220 km inden for Nenetskij okrug. Der findes mange mindre søer og floder. Klimaet er arktisk. Årsnedbøren varierer mellem 280 og 420 mm.

## Demografi
| Nenets | 5.602  | 11,8 % | 4.957  | 10,9 % | 5.851  | 15,0 % | 6.031  | 12,8 % | 6.423  | 11,9 % | 7.754  | 18,7 % | 7.504  | 17,8 % |
| Russere | 32.146 | 67,5 % | 31.312 | 68,8 % | 25.225 | 64,5 % | 31.067 | 65,8 % | 35.489 | 65,8 % | 25.942 | 62,4 % | 26.648 | 63,3 % |
| Komier | 6.003  | 12,6 % | 5.012  | 11,0 % | 5.359  | 13,7 % | 5.160  | 10,9 % | 5.124  | 9,5 %  | 4.510  | 10,9 % | 3.623  | 8,6 %  |
| Ukrainere | 1.402  | 2,9 %  | 2.068  | 4,5 %  | 1.224  | 3,1 %  | 2.596  | 5,5 %  | 3.728  | 6,9 %  | 1.312  | 3,2 %  | 987    | 2,3 %  |
| Hviderussere | 334    | 0,7 %  | 506    | 1,1 %  | 290    | 0,7 %  | 650    | 1,4 %  | 1.051  | 1,9 %  | 426    | 1,0 %  | 283    | 0,7 %  |
| Tatarer | 198    | 0,4 %  | 364    | 0,8 %  | 167    | 0,4 %  | 284    | 0,6 %  | 524    | 1,0 %  | 211    | 0,5 %  | 209    | 0,5 %  |
| Andre | 1.929  | 4,1 %  | 1.315  | 2,9 %  | 1.003  | 2,6 %  | 1.430  | 3,0 %  | 1.573  | 2,9 %  | 1.391  | 3,3 %  | 2.836  | 6,7 %  |
| I alt | 47.614 | 100 %  | 45.534 | 100 %  | 39.119 | 100 %  | 47.218 | 100 %  | 53.912 | 100 %  | 41.546 | 100 %  | 42.090 | 100 %  |
| 1 1.791 personen havde ikke angivet nationalt tilhørsfurhold og formodes at have fordelt sig proportionalt på folkegrupperne. |        |        |        |        |        |        |        |        |        |        |        |        |        |        |

## Historie
Nenetskij okrug blev en del af Rusland i slutningen af 1400-tallet. Ved mundingen af Petsjora og bredden af Pustosøen blev byen Pustozersk (komi: Sar-dor) grundlagt i 1499. I løbet af århundrederne flyttede både russere og komier til byen, men byen mistede den militære og kommercielle betydning i slutningen af 1700-tallet.
Den samojediske nationale kraj blev grundlagt i 1929 som et resultat af Sovjetunionens nationalitetspolitik. Narjan-Mar blev det administrative center i 1932. Den samojediske nationale kraj fik som følge af den sovjetiske forfatning fra 1977 status som autonom okrug.
Nenetserne er nomader, der lever af rendrift, jagt og fiskeri. I 1930'erne blev rendriften og fiskeriet kollektiviseret i kolkhoser, ligesom der blev oprettet landbrugskolkhoser, hvor både komier og russere var medejere og medarbejdere. Nogen af nenetserne bosatte sig i tiden 1930-1950 i landsbyer omkring de nystartede kolkhoser og levede som fiskere og jægere i kolkhoserne. I 1960'erne blev en aktiv politik for at gøre rendriftsnomaderne bofaste indledt, planen var, at familierne skulle bo i landsbyer, mens mændene var på tundraen med renerne. Denne politik var kun delvis vellykket, således lever mange nenetsiske samfund fortsat på tundraen som nomader.
Fra 1920-erne blev der oprettet skoleinternater for nomadebørnene. Undervisningen er fortrinsvis på russisk, med nenetsisk som andet sprog.